# Ben Taïeb
Pour les articles homonymes, voir Taïeb.
Ben Taïeb (en arabe : بن الطيب) parfois orthographié Ben Tayeb, anciennement appelé Aït Tiyyeb ou  en langue berbère, est une ville du Maroc située dans le Rif. Elle dépend de la province de Driouch et, jusqu'à la création de cette province, en 2009, faisait partie de la province de Nador. Elle est le chef-lieu de la tribu berbère des AÏt Oulichek.

## Démographie
La population est d'un peu moins de 23 257 (2019). Cependant, lors de la période estivale, la population de la ville augmente fortement. En effet, de nombreuses personnes originaires de Ben Tayeb ont émigré vers la Belgique, les Pays-Bas et l'Allemagne, ainsi que d'autres métropoles marocaines (Tanger, Fès et Oujda principalement) et y retournent chaque année.

## Histoire
La ville portait autrefois le nom de Aït Tiyyeb. Elle était aussi anciennement surnommée Souk-n Sebt du fait de son marché hebdomadaire qui s'y tenait autrefois le samedi. Lors de l'époque coloniale, les Espagnols ont décidé d'implanter leurs casernes militaires dans une vallée juste au pied de l'oued Kert. Cet endroit était connu comme faisant partie du clan des Aît Tiyyeb, une fraction du clan des Aît Imzilen de la tribu des Beni Oulichek. Dès lors, l'Espagne installa son quartier général à Aït Tiyyeb, et utilisa la version arabisée du nom du clan (Ben Taïeb) pour nommer officiellement le nouveau village colonial. Le nom de Beni Oulichek est parfois improprement utilisé à côté de celui de Ben Taïeb, il désigne la tribu et non la ville de Ben Taïeb.

## Personnalités liées à la commune
- Nordin Amrabat, footballeur international marocain
- Sofyan Amrabat, footballeur international marocain
- Omar Raddad, principal suspect dans l'affaire qui porte son nom, y est né en 1962

### Sources
- (en) Ben Taieb sur le site de Falling Rain Genomics, Inc.

Ben Taieb sur le site de Falling Rain Genomics, Inc.